# 大甞飴
大甞飴（たいしょうあめ）は、北海道栗山町の谷田製菓が製造する飴菓子。大正天皇の大嘗祭にちなんで命名された。
大正4年製造開始。冬季限定（11月～2月）の製造。